# Droit des institutions sociales et médico-sociales
 (mai 2020).
Le droit des institutions sociales et médico-sociales est, en droit français, l'ensemble des règles de droit qui s'appliquent aux établissements sociaux et médico-sociaux (ESSMS).
Transcendant les divisions habituelles du droit et notamment la séparation entre droit privé et droit public, il se trouve exprimé pour l'essentiel dans le Livre III du code de l'action sociale et des familles (CASF) qui résulte en particulier de la codification de la loi no 2002-2 du 2 janvier 2002 rénovant l'action sociale et médico-sociale.

## Domaines
Le droit des institutions sociales et médico-sociales comprend :
- le droit de la planification des équipements sociaux et médico-sociaux ;
- le droit de l'autorisation, du conventionnement et de l'évaluation des ESSMS ;
- le droit des usagers ;
- le droit de la police administrative des ESSMS ;
- le droit budgétaire des ESSMS ;
- le droit du contentieux de la tarification sanitaire et sociale ;
- le droit de la responsabilité civile et pénale des activités sociales et médico-sociales institutionnelles ;
- le droit de la coopération sociale et médico-sociale.

Mais le droit des institutions sociales et médico-sociales entretient également des relations avec d'autres matières juridiques, notamment le droit de la consommation et le droit du travail[réf. souhaitée].
Depuis une loi du 9 août 2004 qui a inclus dans la politique de santé publique les activités de prévention et de compensation du handicap et de la perte d'autonomie des personnes âgées (article L. 1411-1 du Code de la santé publique), le droit des institutions sociales et médico-sociales fait partie du droit de la santé au même titre que le droit des institutions sanitaires, également appelé droit hospitalier.

## Sources
Les sources du droit des institutions sociales et médico-sociales sont la loi, le règlement et, pour autant que l'on admette la fonction normative de la jurisprudence, les jugements et arrêts des juridictions des ordres judiciaire et administratif.
Le droit des institutions sociales et médico-sociales fait l'objet de commentaires de la part de l'Administration, sous forme de circulaires émanant de la direction générale de la cohésion sociale (DGCS) du ministère de la santé.
Longtemps ignoré, le droit des institutions sociales et médico-sociales donne lieu à une production doctrinale éparse dont les sources, outre les revues juridiques généralistes (Dalloz, JCP), sont les suivantes :
- Revue de droit sanitaire et social (RDSS)[6],
- Revue Droit & Santé (RDS)[7],
- Revue générale de droit médical (RGDM),
- Revue Droit social[8].

Le droit des institutions sociales et médico-sociales a fait l'objet d'un mouvement de reconnaissance doctrinale marqué depuis 2012 avec la création d'une rubrique spécifique à la RGDM sous la responsabilité d'Olivier Poinsot et la parution d'un premier ouvrage collectif, sous la direction du professeur François Vialla recensant la jurisprudence propre à cette matière. S'il fait encore rarement l'objet d'enseignements magistraux en formation initiale à l'Université[réf. souhaitée], le droit des institutions sociales et médico-sociales est le plus souvent enseigné dans des formations à caractère professionnel[réf. souhaitée] et notamment dans les Masters de directeur d'établissement (Facultés, Instituts d'administration des entreprises) et des cursus des écoles d'administration (École des hautes études en santé publique, Institut national spécialisé des études territoriales)[réf. souhaitée].

## Diffusion et vulgarisation
Outre la doctrine juridique et les enseignements universitaires, le droit des institutions sociales et médico-sociales est popularisé par :
- des monographies[11] ;
- un dictionnaire permanent, destiné aux juristes ainsi qu'aux professionnels : le Dictionnaire permanent de l'action sociale (DPAS)[12] ;

- des revues professionnelles du secteur social et médico-social : Direction(s)[13], le Média social[14] et Actualités sociales hebdomadaires (ASH)[15] ;
- des blogs spécialisés[16],[17].